# Mysaromima liquescens
Mysaromima liquescens är en fjärilsart som beskrevs av Edward Meyrick 1926. Mysaromima liquescens ingår i släktet Mysaromima och familjen plattmalar. Inga underarter finns listade i Catalogue of Life.